# Lycée militaire d'Autun
Le lycée militaire d'Autun est l'un des six lycées de la Défense (anciens lycées militaires) du ministère des Armées français, situé sur le territoire de la commune d'Autun, en Saône-et-Loire.
Il est installé dans les anciens locaux de l'École militaire préparatoire de cavalerie et de l'École militaire préparatoire.

## Historique du lycée

### Le séminaire
Le séminaire, qui correspond aujourd'hui à une partie du lycée, l'ancien cloître, date du XVIIe siècle. C'est à l'origine un grand séminaire, qui est fondé en 1675 par l'évêque d'Autun, Gabriel de Roquette. Il est achevé en 1679. Les plans du séminaire sont l'œuvre de l'architecte Daniel Gittard. Les jardins, qui ont profondément été remaniés depuis leur création, sont dessinés par André Le Nôtre. Pour diminuer les frais de construction, l'évêque n'hésite pas à utiliser largement les pierres de l'ancien théâtre romain de la ville. Cette construction est considérée à l'époque par Bussy-Rabutin, comme le plus beau séminaire de France.
Parmi les religieux qui y furent formés, on compte Blaise Bégon (1737-1795).

### L'hôpital, la réserve et la prison
La Révolution de 1789 provoque le départ des séminaristes. Le séminaire devient alors un hôpital pour galeux puis un magasin à grains et à fourrage. Les locaux sont pillés et abritèrent entre autres, des prisonniers autrichiens puis espagnols.

### La Maison d'éducation et le nouveau séminaire
En 1809, la mère Anne Marie Javouhey y installe des classes mixtes afin de pourvoir à l'éducation des enfants issus du milieu pauvre.
Mais c'est en 1813 que le bâtiment, rendu à l'évêque, redevient petit séminaire. Parmi les élèves qui le fréquentent le plus connu est sans conteste Patrice de Mac-Mahon, futur président de la République, élève de 1820 à 1822.

### L'École militaire préparatoire de cavalerie
En 1885, à leur tour, les jeunes séminaristes sont chassés des lieux : le gouvernement français décide de créer l'École militaire préparatoire de Cavalerie. Ainsi commence l'histoire des enfants de troupe. Ces garçons, âgés de 13 à 18 ans, le plus souvent fils de militaires (de sous-officiers de cavalerie), sont, à l'origine, essentiellement formés pour être dirigés vers une carrière militaire. Avec le temps et l'évolution de l'institution, ces jeunes fournissent de nombreux cadres au pays. Les premiers élèves font leur entrée le 14 octobre 1886.
Durant la Première Guerre mondiale tous les enfants de troupe partent, à partir de l'âge de 17 ans, relever leurs aînés sur le front. 154 d'entre eux y meurent.

### L'École militaire préparatoire d'Autun
À partir de 1921, l'École perd son particularisme d'École de cavalerie en élargissant son enseignement militaire. Elle obtient alors son label d'école secondaire. À partir de 1924, elle opte définitivement pour l'enseignement secondaire et prépare les élèves à la première partie du baccalauréat. Le but est alors de les préparer aux concours d'admission des écoles de sous-officiers et d'officiers.
Le 16 juin 1940, l'École militaire préparatoire d'Autun doit se replier et quitter la ville d'Autun. C'est alors qu'un détachement d'élèves, arrivés en fin de seconde, inscrit l'une des premières pages de l'histoire de la Résistance. Sous les ordres de l'adjudant-chef Grangeret, surnommé « le Lion », les enfants de troupe s'illustrent à Toulon-sur-Arroux, avant de rejoindre leur École, repliée à proximité de Tulle. Le 26 août, l'école quitte Chameyrat (Corrèze) pour s'installer à Valence. Elle devient « École d'Autun » et fonctionne sur ce site jusqu'au 1er septembre 1943, date à laquelle elle déménage vers le camp de Thol (Ain).
À partir du 3 mai 1944 la dissolution de l'École est décidée : les plus jeunes élèves quittent les lieux afin de retrouver leur famille. Les plus anciens vont alors rejoindre les maquis de l'Ain et constituent le camp d'Autun. Les enfants de troupe vont participer aux combats de la Libération, en particulier à Ambérieu-en-Bugey, à la Valbonne, à Neuville-sur-Ain. Au cours de ces combats, le jeune Bernard Gangloff est grièvement blessé et décède le 14 juillet 1944 des suites de ses blessures. En 1985, son nom est donné à l'École militaire préparatoire d'Autun qui retrouve ses murs le 20 décembre 1944
À l'issue de la Seconde Guerre mondiale, l'École retrouve Autun et se développe en ouvrant de nouvelles classes de terminales et, en 1951, en créant la « corniche Mac-Mahon » assurant la préparation du concours à l'ESM de St-Cyr Coëtquidan (avec l'option histoire-géographie). Cette corniche est supprimée en 1965, puis réactivée en 1970. En 1999, elle perd l'appellation de « corniche » et devient « compagnie des classes préparatoires ».

### Le collège puis le lycée militaire
L'École militaire préparatoire d'Autun prend la dénomination de « collège militaire » en 1971, puis de « lycée militaire » en 1983. Le lycée militaire d'Autun assure l'enseignement à plusieurs centaines d'élèves chaque année.
Il est réparti en deux quartiers :
- la caserne Changarnier : c'est la partie collège, elle comporte les classes de la sixième à la troisième ;
- le quartier Gangloff : c'est la partie lycée et classes préparatoires, ainsi que le musée national des Enfants de troupe.

À titre d'exemple, voici les effectifs de l'établissement à la rentrée 1992 : 640 élèves, se répartissant à raison de 215 en collège, 318 en lycée et 107 en prépa.

## Architecture du lycée

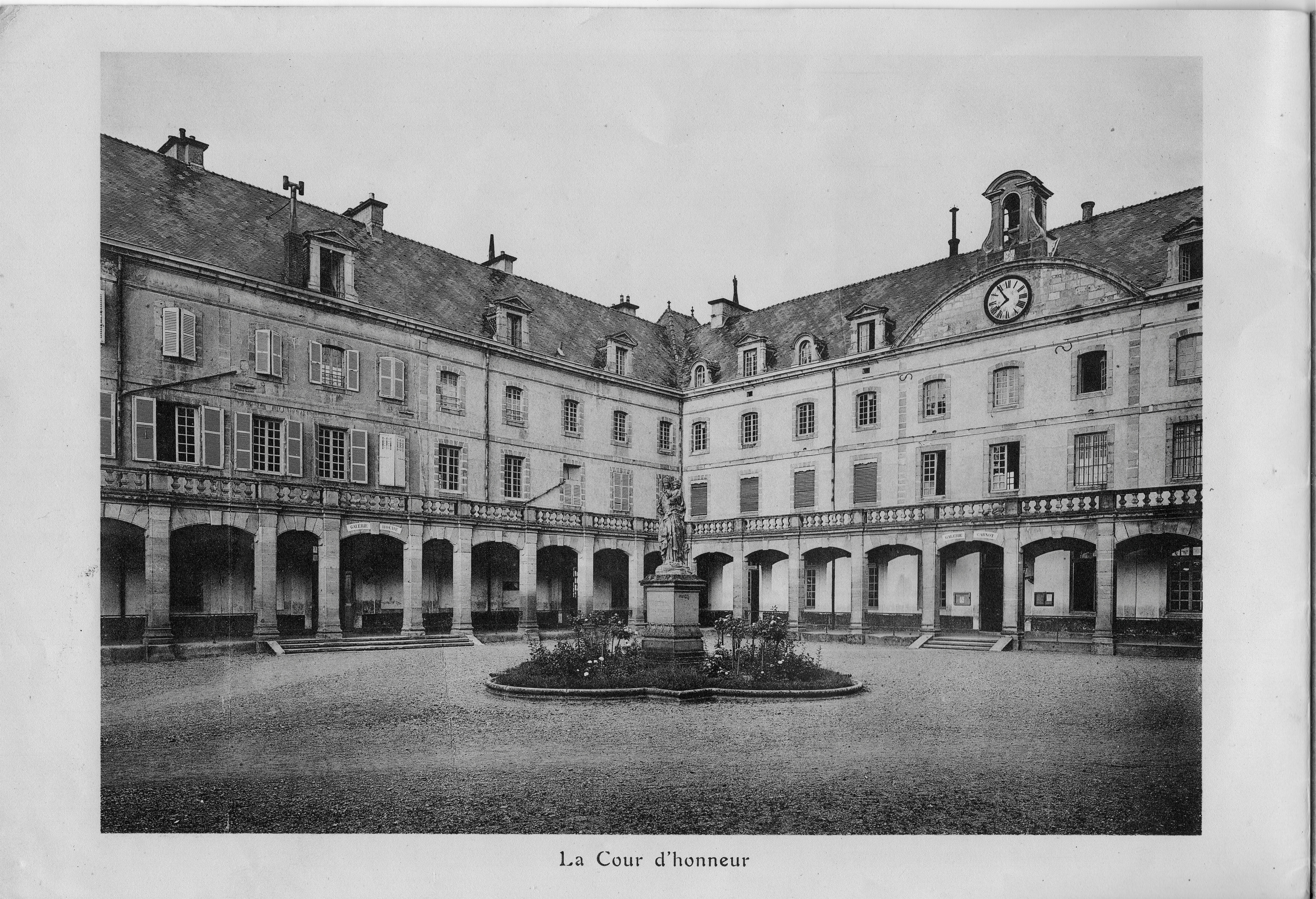
Le cloître en 1922.

Au-dessus du porche, une tête de cheval rappelle ce qu'était la vocation première de l'école.
Des galeries formant le cloître entourent la grande cour au milieu de laquelle se trouve une statue de la Vierge Marie et l'Enfant Jésus, datant de 1861. Chaque année, un concert y est donné dans le cadre du festival de musique « Musique en Morvan ». Au fronton de l'aile gauche du cloître, au-dessus de l'horloge, se trouve le sceau de monseigneur de Roquette sculpté peu avant la guerre franco-prussienne de 1870.
En 1955, le général Kœnig, ministre des armées, inaugure le monument aux morts dédié à la mémoire de tous les anciens, morts pour la France, avant de remettre la croix de guerre des TOE au drapeau déjà titulaire de plusieurs décorations.
En 1985, le général René Imbot, chef d'état-major de l'Armée de terre et ancien élève d'Autun, inaugure un musée de tradition des Enfants de troupe qui devient par la suite national et qui est installé dans la crypte de l'ancienne chapelle du séminaire.
Le cloître est surmonté d'un toit bourguignon.

## Organisation du lycée
Le lycée militaire d'Autun est un lycée dépendant du ministère de la Défense, où les enfants de militaires ou de fonctionnaires sont acceptés, après une vérification du bulletin scolaire et la réussite à un concours national commun aux lycées de la Défense, du début de collège jusqu'à la classe où l'élève se trouve actuellement (uniquement pour les élèves collégiens et lycéens). En 2012, 15 % des places en lycée étaient attribués à des élèves boursiers, sans considération de l'origine professionnelle de leurs parents.
Pour les classes préparatoires aux grandes écoles, le recrutement est différent. Il n'y a pas besoin d'être un enfant de fonctionnaire ou de militaire. Le recrutement se fait uniquement sur dossier, auquel est joint une lettre de motivation. Ces élèves étudient donc pour préparer les concours des grandes écoles militaires (cf. la liste en bas de page).

## Galerie de photos

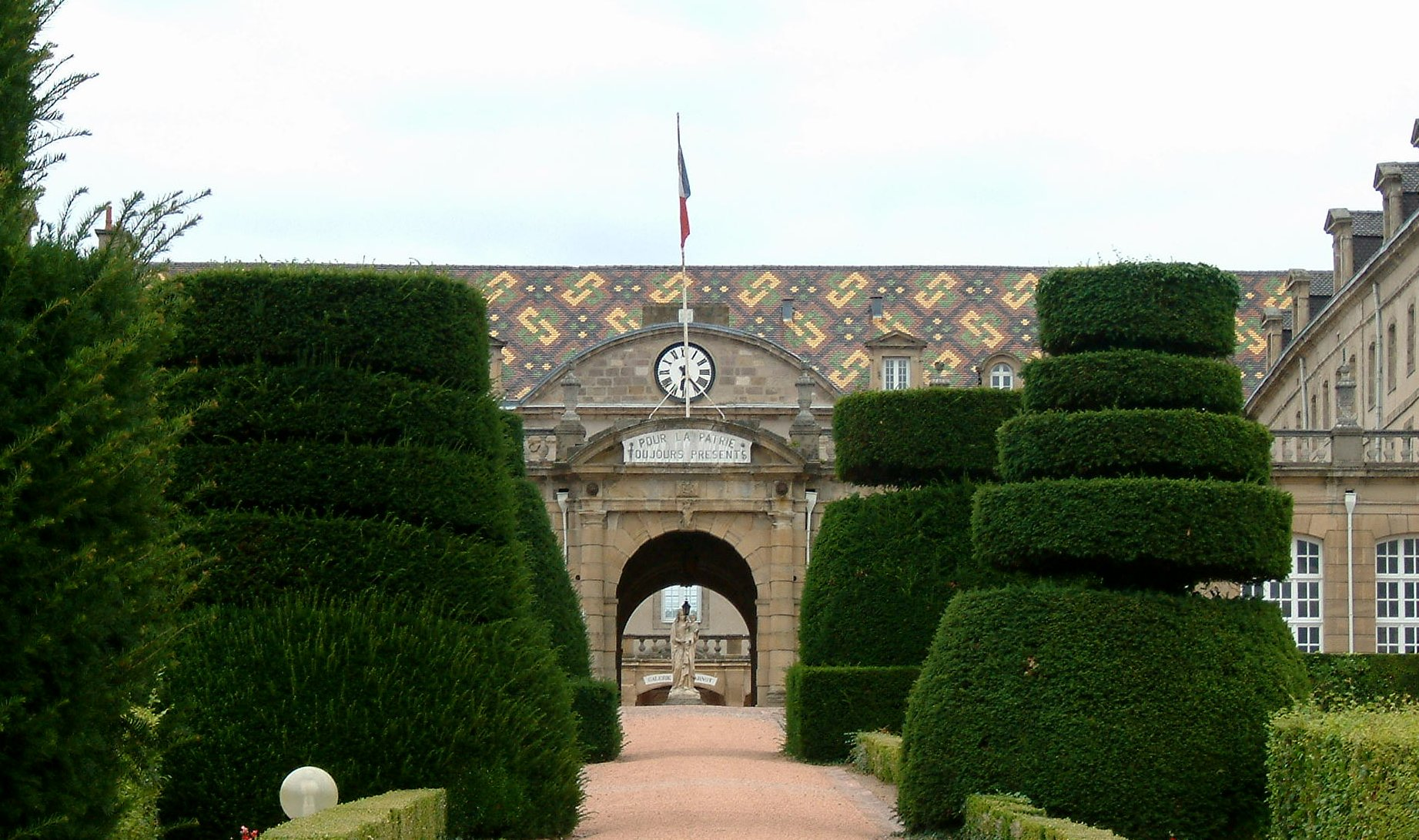
Entrée du lycée.
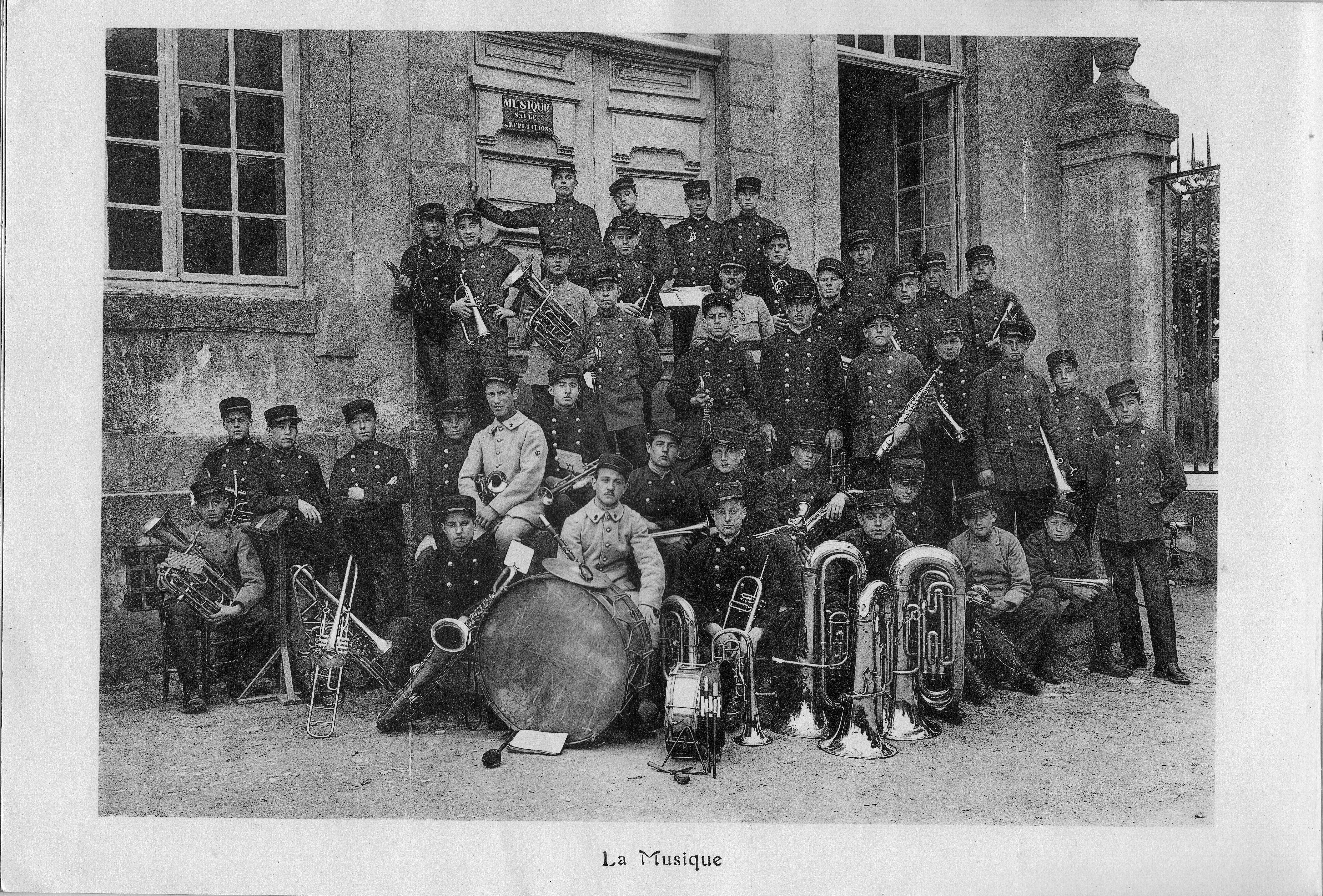
La musique en 1922.
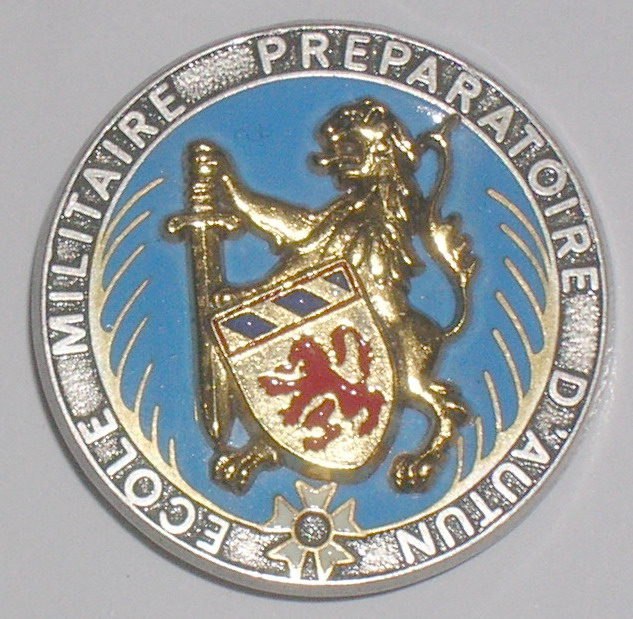
L'épinglette du lycée surnommée « pucelle ».
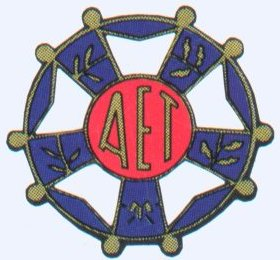
L'épinglette des AET.

## Les élèves
Au cours du XXe siècle, plus de cinq cents élèves ou anciens élèves sont « tombés au champ d'honneur », justifiant pleinement la devise de l'école.
Aujourd'hui, les élèves font partie de la grande famille des « AET », pour Ancien Enfant de Troupe. Ce terme existe depuis 1762, mentionné dans un décret de Louis XV et consacré en 1800 par Napoléon Bonaparte, Premier consul.

### Anciens élèves célèbres

#### Élèves du petit séminaire (XVIIesiècle-1789 puis 1813-1885)
- Blaise Bégon (1737-1795), prêtre catholique, maire
- Patrice de Mac-Mahon (1808-1893), Autun 1820-1822, maréchal de France, président de la République
- Jean-Baptiste-François Pitra (1812-1889), cardinal catholique et théologien
- Désiré Barodet (1823-1906), député, sénateur, maire de Lyon

#### Élèves de l'École militaire d'Autun (depuis 1886)
Cette liste regroupe les anciens élèves de l’École militaire d'Autun, quelle que soit l'évolution de son appellation, à savoir École militaire préparatoire de cavalerie (1886-1921), École militaire préparatoire d'Autun (1921-1971), Collège militaire d'Autun (1971-1983), puis Lycée militaire d'Autun (depuis 1983).
- Roger Giraud (1909-1944), lieutenant, résistant, mort pour la France
- Pierre Pouyade (1911-1979), Autun 1924-1928, général de brigade, aviateur (As aux huit victoires), résistant, député, compagnon de la Libération
- Maurice Carlton (1913-1990), athlète
- Jean Mufraggi (1914-2009), capitaine (infanterie), compagnon de la Libération
- André Salvat (1920-2017), colonel, compagnon de la Libération
- Guy Delfosse (1925-1984), Autun 1940-1943, général de division (gendarmerie), assassiné
- Yves Gardan (1925-2009), Autun 1936- ?, constructeur d'avions
- Bernard Gangloff (1925-1944), Autun 1942-1944, résistant, sergent FFI, mort pour la France
- René Imbot (1925-2007), général d'armée, chef d'état-major de l'Armée de terre, puis directeur général de la Sécurité extérieure.
- Paul Lardy (1928-2012), général d'armée (Légion étrangère), commandant de la Force d'Action Rapide
- Jean Souètre (1930-2001), capitaine de commando
- Armand Wautrin (1931-2008), général de corps d'armée (gendarmerie), contrôleur général des armées, directeur de la protection et de la sécurité de la défense (DPSD)
- Maurice Audin (1932-1957), Autun 1946-1948, mathématicien, militant de l'indépendance algérienne, assassiné
- Hubert Chauchart du Mottay (1934-2023), Autun 1956-1957, général de brigade, président de la Fondation des « Gueules Cassées »
- Hounsouho Bambara (1938), Autun 1960-1961, général puis officier supérieur de l’armée du Burkina Faso
- Henry Lombard (1942-2020), Autun 1962-1964, général de corps d'armée, inspecteur de l'arme du train
- Patrick Baudry (1946), Autun 1964-1965, astronaute
- Elrick Irastorza (1950), général d'armée, chef d'état-major de l'armée de terre
- Félicien Dos Santos, Autun 1970-1972, général de brigade, chef d'état-major général des forces armées du Burkina Faso
- Bertrand Maréchaux (1951), Autun 1971-1973, haut-fonctionnaire, préfet
- André Sellier, Autun 1971-1974, général de corps d'armée, commandant de la force logistique terrestre (CFLT)
- Patrice Caille, Autun 1972-1975, général de brigade, président national de l’Union Nationale des Parachutistes (UNP)
- Vincent Lesclous (1954), Autun 1972-1973, avocat général à la Cour de cassation[3]
- Philippe Chalmel (1957), Autun 1973-1978, général de corps d'armée (Terre), commandant de la brigade franco-allemande, attaché de Défense à l'ambassade de France à Berlin, inspection de l'armée de terre, conseiller du gouvernement pour la Défense.
- Richard Lizurey (1958), Autun 1973-1978, général d'armée (gendarmerie), directeur général de la Gendarmerie nationale (DGGN)
- Denis Favier (1959), Autun 1975-1978, général d'armée (gendarmerie), commandant du Groupe d’intervention de la Gendarmerie nationale (GIGN), directeur général de la Gendarmerie nationale
- Pierre-Yves Cormier, Autun 1978-1980, général de corps d'armée (gendarmerie), directeur du Commandement Spécialisé pour la Sécurité Nucléaire (CoSSeN)
- Dominique Cambournac, Autun 1978-1981, général de brigade (train), délégué au patrimoine de l’armée de terre (DELPAT)
- Sylvain Mattiucci, Autun 1980-1982, contrôleur général des armées, directeur des patrimoines, de la mémoire et des archives (DPMA)
- Jacques Witkowski (1963), Autun 1979-1983, officier supérieur (gendarmerie) puis préfet
- Olivier Kim (1965), Autun 1980-1985, général de corps d'armée (gendarmerie)
- Laurent Veyssière (1969), Autun 1989-1990, conservateur général du patrimoine, directeur de l'Établissement de communication et de production audiovisuelle de la Défense (ECPAD)
- Constant Caylus, Autun 1990-1993, général de brigade (gendarmerie), commandant du groupement de gendarmerie départementale des Bouches-du-Rhône[4]
- Jean de Monicault, Autun 1991-1994, général de brigade (légion étrangère), chef du corps du 2e régiment étranger de parachutistes, adjoint au chef d'état-major particulier du président de la République
- Virginie Guyot (1976), Autun 1989-1993, pilote de chasse, leader de la patrouille de France, lieutenant-colonel[5]
- Romain Galland (Romano) (1979), animateur de radio sur Skyrock

## Devise du lycée
La devise du lycée est « Pour la Patrie, toujours présents ».

## Décorations du drapeau
- Chevalier de la Légion d'honneur
- Croix de guerre 1914–1918, palme de bronze, avec citation à l'ordre de l'armée
- Croix de guerre 1939–1945, palme de bronze, avec citation à l'ordre de l'armée (décret du 24 avril 1946)
- Croix de guerre des Théâtres d'opérations extérieurs, palme de bronze, avec citation à l'ordre de l'armée (1955), remise par le général Kœnig, ministre des armées
- Médaille de la Résistance française avec rosette (décret du 31 mars 1947)[6]

Le drapeau porte ces décorations en cravate.

## Sources, bibliographie
- André Coupireau, Histoire de l’École militaire d'Autun, Bourges, impr Tardy, 1962.
- Frédéric de Berthier de Grandry, Des premières écoles militaires au lycées de la Défense, 2010, édité par les AET.